# Station Sidoarjo
Sidoarjo is een spoorwegstation in de Indonesische provincie Oost-Java.

## Bestemmingen
- Mutiara Timur: naar Station Jember en Station Banyuwangi
- Logawa: naar Station Jember of Station Purwokerto
- Sri Tanjung: naar Station Jember, Station Lempuyangan en Station Banyuwangi
- Penataran: naar Station Malang en Station Blitar